# 朗道-杨定理
在量子力学中，朗道-杨定理（英語：Landau–Yang theorem）是粒子衰变成两个在壳和离壳光子的选律。该定理指出，自旋为1的大质量粒子不能衰变成两个光子。

## 假设
这里的光子是指任何自旋为1，并且没有质量和内部自由度的粒子。光子是唯一具有这些特性的已知粒子。

## 影响
该定理在粒子物理学中会产生几种后果，例如：
- ρ介子不能衰变成两个光子，这与中性π介子不同，后者几乎总是衰变成这个最终状态（98.8%几率）。[3]
- W及Z玻色子不能衰变为两个光子。[4]
- 希格斯玻色子的自旋在2013年以前未曾测量，但在2012年却被观察到可衰变为两个光子，这使得在假设的朗道-杨定理的模型中自旋为1是不可能的。[5][6]